# Юніон Дуала
Спортивний клуб «Юніон Дуала» (фр. Union sportive de Douala) — камерунський футбольний клуб з Дуали, заснований у 1958 році. Виступає у Чемпіонаті Камеруну. Домашні матчі приймає на стадіоні «Стад де ла Реуніфікаціон», місткістю 45 000 глядачів.

## Досягнення

### Національні
- Чемпіонат Камеруну
  - Чемпіон: 1969, 1976, 1978, 1990, 2012
- Кубок Камеруну
  - Володар: 1954, 1961, 1969, 1980, 1985, 1997, 2006
  - Фіналіст: 1962, 1978, 1981, 1983, 1984, 2004

### Міжнародні
- Ліга чемпіонів КАФ
  - Чемпіон: 1979
- Кубок володарів кубків КАФ
  - Володар: 1981.